# Белозубка Циммерманна
Белозубка Циммерманна (Crocidura zimmermanni) — вид млекопитающих рода Белозубки семейства Землеройковые. Эндемик острова Крит (Греция). Плейстоценовый реликт. Ранее рассматривался в качестве подвида в составе вида russula, от которого отличается морфологией и кариотипом (2n = 34, FN = 44). Встречается в горах на высотах от 1150 до 1400 м. Однако, известны останки белозубок, найденные на высотах от 140 до 830 м. Включены в «Международную Красную книгу» (англ. IUCN Red List of Threatened Animals) МСОП.